# باشگاه فوتبال رایکا بابل
باشگاه فوتبال رایکا بابل یک باشگاه فوتبال در شهر بابل، ایران بود که در رقابت‌های لیگ آزادگان حضور داشت. در سال ۱۳۹۸ امتیاز خونه ‌به خونه واگذار و باشگاه فوتبال رایکا بابل تأسیس شد و در سال ۱۴۰۱ امتیاز این تیم به باشگاه فوتبال دریا کاسپین بابل واگذار شد.

## عملکرد فصل های اخیر
| لیگ       | سال  | رتبه    | جام حذفی |
| آزادگان   |      |         |          |
| ۹۹–۱۳۹۸   | ١٣ام | قهرمانی |          |
| ۱۴۰۰–۱۳۹۹ | ١٢ام | قهرمانی |          |
| ۰۱–۱۴۰۰   | ١۵ام | سوم     |          |

## مربیان تاریخ باشگاه
| مربی                 | سال                      |
| مهران نجفی           | مرداد ۱۳۹۸ – شهریور ۱۳۹۸ |
| حسین مسگر ساروی      | شهریور ۱۳۹۸ – آبان ۱۳۹۸  |
| هادی شکوری           | آبان ۱۳۹۸ – آذر ۱۳۹۸     |
| علی نظرمحمدی         | دی ۱۳۹۸ - بهمن ۱۳۹۸      |
| اصغر حبیب‌نژاد (موقت) | بهمن ۱۳۹۸                |
| رحمان رضایی          | بهمن ۱۳۹۸-تیر ۱۳۹۹       |
| علی نظرمحمدی         | تیر ۱۳۹۹-مهر ۱۳۹۹        |
| نادر دست‌نشان         | آبان ۱۳۹۹-فروردین ۱۴۰۰   |
| شبیر لطفی            | فروردین ۱۴۰۰-خرداد ۱۴۰۰  |
| پیروز قربانی         | خرداد ۱۴۰۰- دی ۱۴۰۰      |
| علی لطیفی            | دی ۱۴۰۰-بهمن ۱۴۰۰        |
| پیروز قربانی         | بهمن ۱۴۰۰-تیر ۱۴۰۱       |